# Hemolitina
A hemolitina é uma proteína contendo ferro e lítio de origem extraterrestre, de acordo com um estudo preliminar que não foi publicado em uma revista científica. Foi supostamente encontrada dentro de dois meteoritos condrito carbonáceos, Allende e Acfer-086, por uma equipe de cientistas liderada pela bioquímica da Universidade de Harvard Julie McGeoch. O relatório da descoberta foi recebido com certo ceticismo e sugestões de que os pesquisadores haviam extrapolado a análise a partir de dados incompletos.

## Origens
A proteína hemolitina detectada foi relatada como tendo sido encontrada dentro de dois meteoritos CV3 chamados Allende e Acfer-086. Acfer-086, onde a molécula completa foi detectada em vez de fragmentos (Allende), foi descoberto na Argélia em 1990.

## Estrutura
De acordo com a espectrometria de massa dos pesquisadores, a hemolitina é amplamente composta dos aminoácidos glicina e hidroxiglicina. Os pesquisadores notaram que a proteína estava relacionada a proporções "extraterrestres muito altas" de deutério/hidrogênio (D/H); tais proporções D/H elevadas não são encontradas em qualquer lugar da Terra, mas são "consistentes com cometas de longo período" e sugerem, conforme relatado, "que a proteína foi formada no disco proto-solar ou talvez até antes, em nuvens moleculares interestelares que existiam muito antes do nascimento do Sol".
O desenvolvimento natural da hemolitina pode ter começado com a formação de glicina primeiro, e depois se ligando a outras moléculas de glicina em cadeias de polímero e, mais tarde ainda, combinando-se com átomos de ferro e oxigênio. Os átomos de ferro e oxigênio residem no final da molécula recém-descoberta. Os pesquisadores especulam que o agrupamento de óxido de ferro formado no final da molécula pode ser capaz de absorver fótons, permitindo que a molécula divida a água (H2O) em hidrogênio e oxigênio e, como resultado, produza uma fonte de energia que pode ser útil para o desenvolvimento da vida.

O exobiólogo e químico Jeffrey Bada expressou preocupação com a possível descoberta da proteína, comentando: 
"O principal problema é a ocorrência de hidroxiglicina, que, até onde sei, nunca foi relatada em meteoritos ou em experimentos pré-bióticos. Nem é encontrado em quaisquer proteínas (...) Assim, este aminoácido é estranho para ser encontrado em um meteorito, e eu sou altamente suspeito dos resultados." 
Da mesma forma, Lee Cronin, da Universidade de Glasgow, afirmou: "A estrutura não faz sentido."

## História

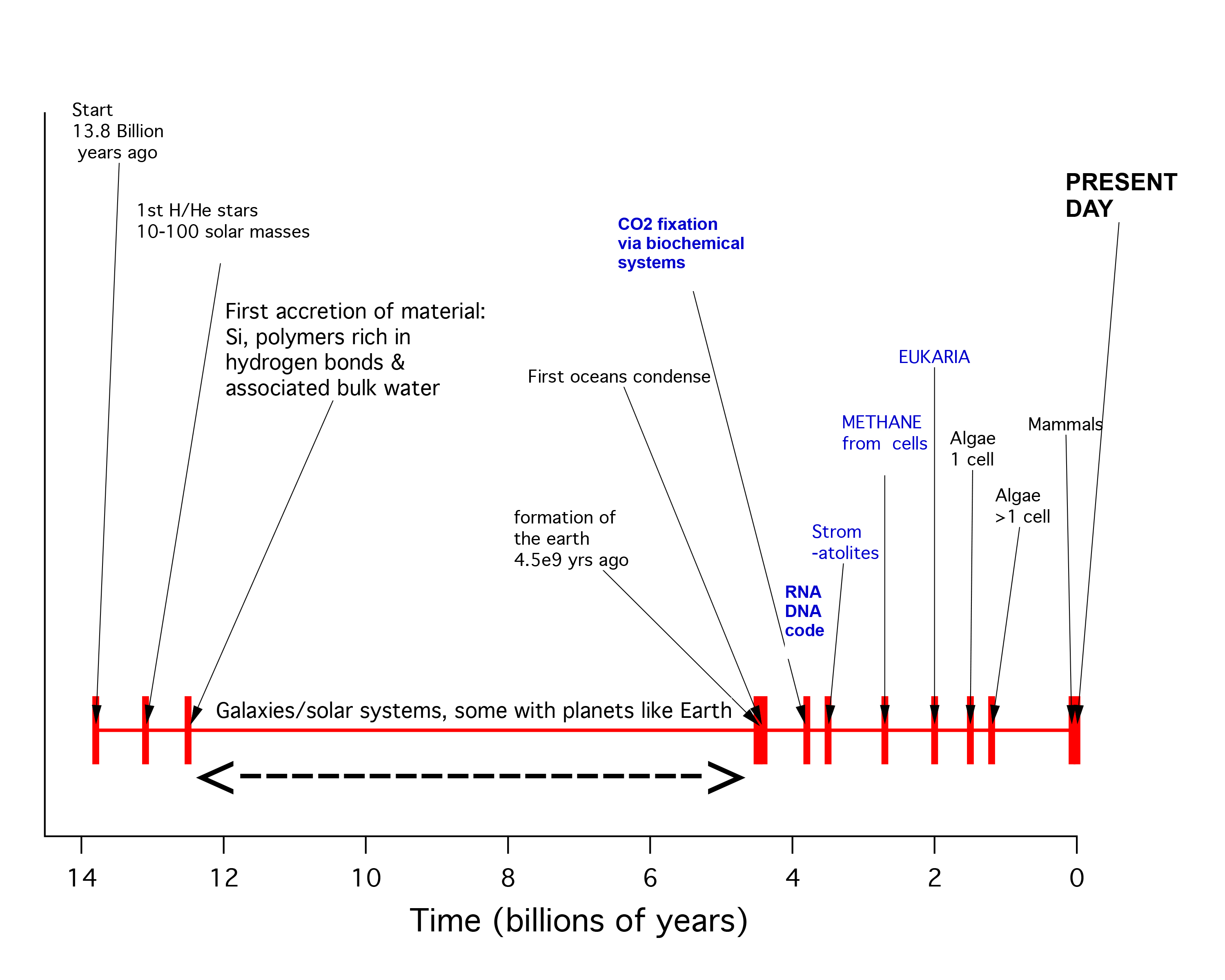
Linha do tempo da hemolitina

Hemolitina é o nome dado a uma molécula de proteína isolada de dois meteoritos CV3, Allende e Acfer-086. Sua proporção de deutério para hidrogênio é 26 vezes maior que a terrestre, o que é consistente com o fato de ter se formado em uma nuvem molecular interestelar, ou posteriormente no disco protoplanetário no início de nosso sistema solar há 4,567 bilhões de anos. Os elementos hidrogênio, lítio, carbono, oxigênio, nitrogênio e ferro de que é composto estavam todos disponíveis pela primeira vez 13 bilhões de anos atrás, depois que a primeira geração de estrelas massivas terminou em eventos nucleossintéticos. A seta horizontal no gráfico de linha do tempo abaixo mostra, na escala do início do Universo até o presente, quando a Hemolitina poderia ter se formado e se reformado.
A pesquisa que levou à descoberta da hemolitina começou em 2007 quando a ATPase, uma das primeiras a se formar na Terra, foi observada prendendo água. Sendo essa propriedade útil para a química antes do desenvolvimento da bioquímica na Terra, cálculos teóricos de entalpia sobre a condensação de aminoácidos foram realizados no espaço de fase gasosa perguntando: "se os aminoácidos poderiam polimerizar em proteína no espaço?" - podiam, e sua água de condensação ajudou na polimerização. Isso levou a vários manuscritos de isótopos e informações de massa sobre a hemolitina.